# Гонка с преследованием
«Гонка с преследованием» — художественный фильм, снятый на Свердловской киностудии в 1979 году кинорежиссёром Ольгердом Воронцовым.

## Сюжет
У шофёра Степана Чекменёва (Михаил Голубович), бывшего детдомовца, удачно складывается жизнь: есть денежная работа, крепкий дом, любящие его жена (Людмила Чурсина) и ребятишки. Идут годы, и Степан, работающий дальнобойщиком, постепенно забыл своё несладкое детдомовское прошлое, уверовал в свою непогрешимость и удачу, превратился в человека, занятого заботами о благополучии лишь своей семьи.
Трагический случай предопределяет поворот в судьбе Степана. Однажды после долгого рейса он завёз дочку к родителям жены и там же отправился в лес, чтобы поохотиться на уток. Почти в кромешной темноте он стреляет несколько раз на звуки птиц и идёт за добычей. Неожиданно он натыкается на труп молодого человека… Степан решает, что это он повинен в его убийстве, и ему делается страшно. Рушится прежняя налаженная жизнь, грозит срок и зона. В душевном смятении, готовя себя и семью к предстоящей разлуке и испытаниям, он рассказывает о произошедшем жене. Однако свидетелей вроде бы не было. И жена уговаривает его не сознаваться в преступлении, уехать на время в очередной рейс.
Тут на случай подворачивается дело. В лесные озёра необходимо выпустить молодых мальков, за доставку которых отвечает учёный-рыбовод Шубина (Любовь Виролайнен), застрявшая с живым грузом на маленьком таёжном аэродроме. И Степан, до того отказавшийся помочь Шубиной, берётся перевезти мальков в нужное место. Поездка напоминает гонку, гонку с преследованием, во время которой Степан пытается осмыслить произошедшее, пытается понять, в какой момент в своем стремлении к достатку он перестал обращать внимание и на другие ценности человеческой жизни: умении дружить, быть щедрым, готовности к бескорыстной помощи. Степан, в порыве дорожной откровенности, рассказывает про обстоятельства своей жизни Шубиной, и та теряет к нему уважение. Но в итоге на пути к цели он оказывает ей помощь, когда она серьёзно заболела и доставляет живой груз по назначению.
Возвратившись домой, Степан узнаёт, что участковый, расследующий дело, установил, что убийство совершено другим человеком…

## В ролях
- Михаил Голубович — Степан Семёнович Чекменёв
- Людмила Чурсина — Клавдия Чекменёва, жена Степана
- Любовь Виролайнен — Шубина, научный сотрудник по рыбоводству
- Николай Пеньков — Глеб Сиромаха, участковый лейтенант милиции
- Анатолий Голик — геолог, «бородач»
- Сергей Бачурский — Лёша, шофер-напарник Степана Чекменёва
- Александр Лукьянов
- Станислав Михин — геолог
- Георгий Светлани — дед в придорожном кафе

## Съёмочная группа
- Автор сценария: Анатолий Галиев
- Режиссёр: Ольгерд Воронцов
- Оператор: Борис Шапиро
- Художник: Владимир Хотиненко
- Композитор: Евгений Крылатов
- Звукорежиссёр: Алиакпер Гасан-Заде